# Bixby (Oklahoma)
Bixby è un comune degli Stati Uniti d'America, situata in Oklahoma, nella contea di Tulsa e in parte nella contea di Wagoner. È localizzata nell'hinterland di Tulsa.